# Ходжа

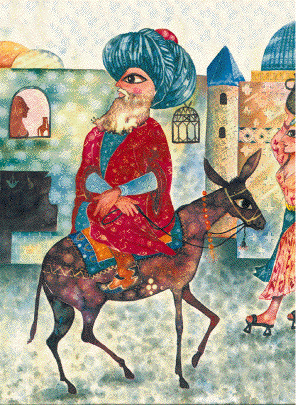
Ходжа Насреддин — фольклорный персонаж мусульманского востока. Турецкая миниатюра XVIII века

Ходжа́, также хваджа́ (от перс. خواجه‎; тадж. хоҷа, тур. hoca, узб. xoʻja / хўжа, уйг. خوجا‎, туркм. hoja, каз. қожа, тат. хуҗа,  кирг. кожо) — титул персидского происхождения, употреблявшийся и употребляемый на Ближнем Востоке, в Центральной Азии, Южной Азии, Юго-Восточной Азии и мусульманских странах Европы. Общее значение термина — «почтенный человек», «высокопоставленный человек», «сановник», однако особенности значения в различных странах, у различных народов и в разные периоды времени достаточно сильно различались.  

## Ближний Восток
В Персии титул хваджа первоначально относился к уважаемым, заслуженным, достигшим почтенного возраста сановникам и учёным. При Газневидах термин утратил былое значение и стал обозначать человека, занимающего высокую административную должность. В Османской империи словом ходжа обозначали врача, учёного, а также евнуха.

## Европа
В Волжской Булгарии и в ранний период существования Золотой Орды ходжа было наиболее употребимым термином для обозначения местных феодалов.

## Центральная Азия

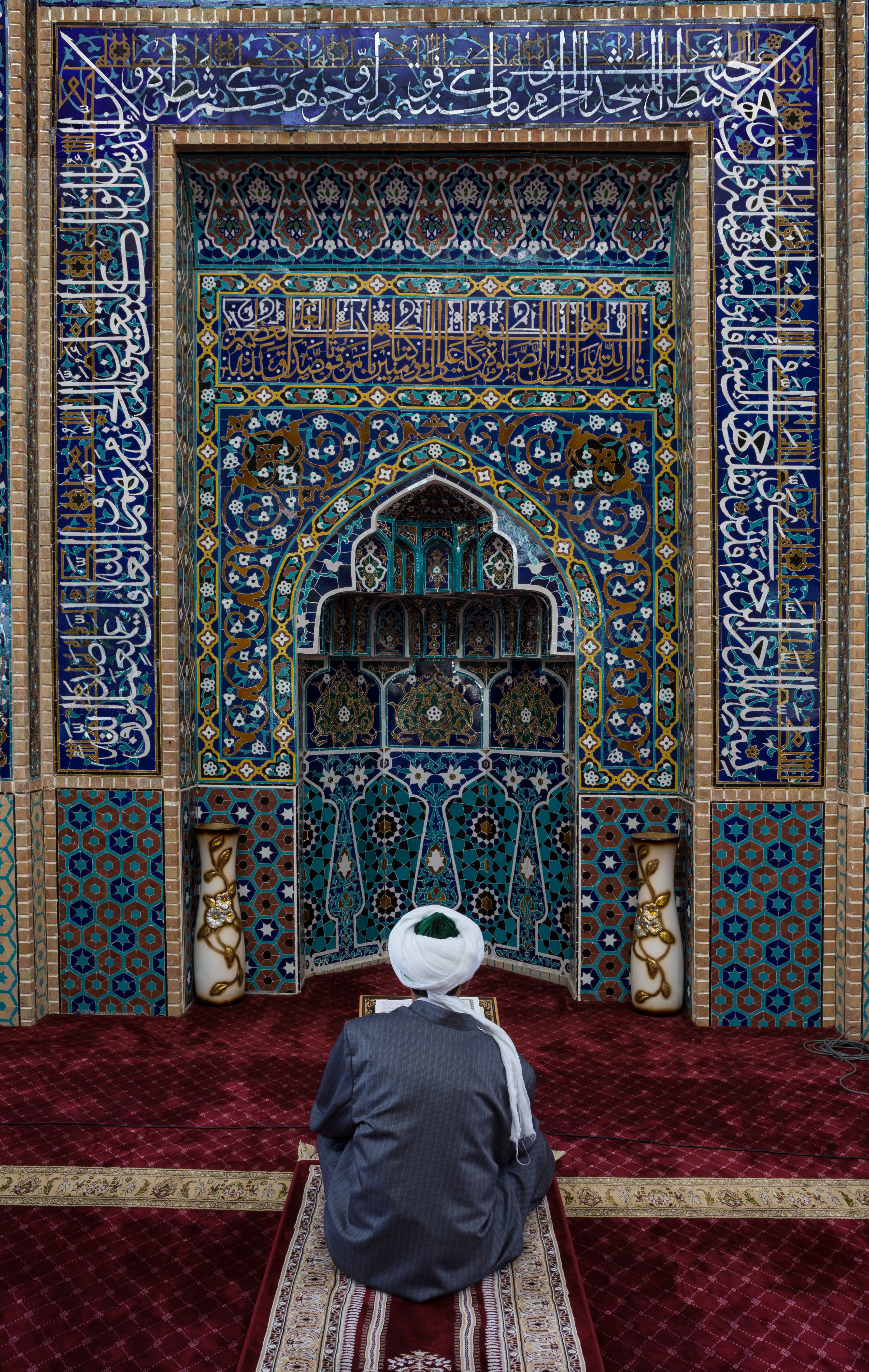
Ходжа читает молитву в мавзолее Абу Хавси Кабира, Бухара

В Средней Азии так первоначально называлось почётное сословие, ведшее своё происхождение от праведных халифов Абу Бекра и Умара, а также от Усмана и Али, только не от дочерей пророка Мухаммеда, а от других жён. По другой версии, среднеазиатские ходжи происходили от арабских военачальников, по третьей — от любых арабов. В Китайском Туркестане в XVIII веке существовала династия ходжей. Позднее термином ходжа стали обозначать муллу и вообще духовное лицо, а также старца, супруга, мужа, хозяина, владельца, а также использовалось в качестве почтительного обращения. У казахов и киргизов ходжами называли учителей старометодной школы. Часто в Средней Азии ходжами называли группу людей или род, пользовавшийся определёнными привилегиями.
В странах Средней Азии от термина ходжа произошло значительное количество топонимов. В конце 1970-х годов наибольшее количество таких топонимов (80 или 1,7 % от всех топонимов) приходилось на Таджикистан, а также на Средне-Зеравшанскую долину (Самаркандская область) и Нижне-Зеравшанскую долину (Бухарская область) в Узбекистане: 62 (3,4 %) и 55 (2,7 %) соответственно. От термина ходжа произошло также одноимённое личное имя, достаточно распространённое у различных тюркоязычных народов.

### Комментарии
1. ↑  Старометодные школы (мектебе и медресе) были широко распространены на российском Востоке, в том числе, среди башкир и татар в Урало-Волжском регионе до учреждения там же новометодной (джадидистской) школы[9]